# Pla del Real
El Pla del Real és un districte de la ciutat de València. Limita al sud amb el riu Túria, a l'oest amb el districte de la Saïdia, al nord amb l'avinguda de Primat Reig i a l'est amb el districte d'Algirós a l'avinguda d'Aragó. És un històric districte de València i en l'actualitat és el districte número 6.
El seu nom prové de l'antic palau del Real, la residència dels reis de València, que originàriament era una finca d'esbarjo islàmica o real. Aquesta denominació no s'ha de confondre amb el mot reial, derivat de rei, sinó de l'àrab riyad, o 'jardí'. També es coneix així el pont sobre el Túria, que uneix el districte amb Ciutat Vella, el pont del Real.

## Població
El Pla del Real tenia 31.369 habitants el 2007, dividits en quatre barris: 
- Al sud-oest, l'Exposició: 6.945.
- Al sud-est, Mestalla: 14.917.
- Al nord-oest, Jaume Roig: 7.832.
- Al nord-est, Ciutat Universitària: 2.675.

## Història

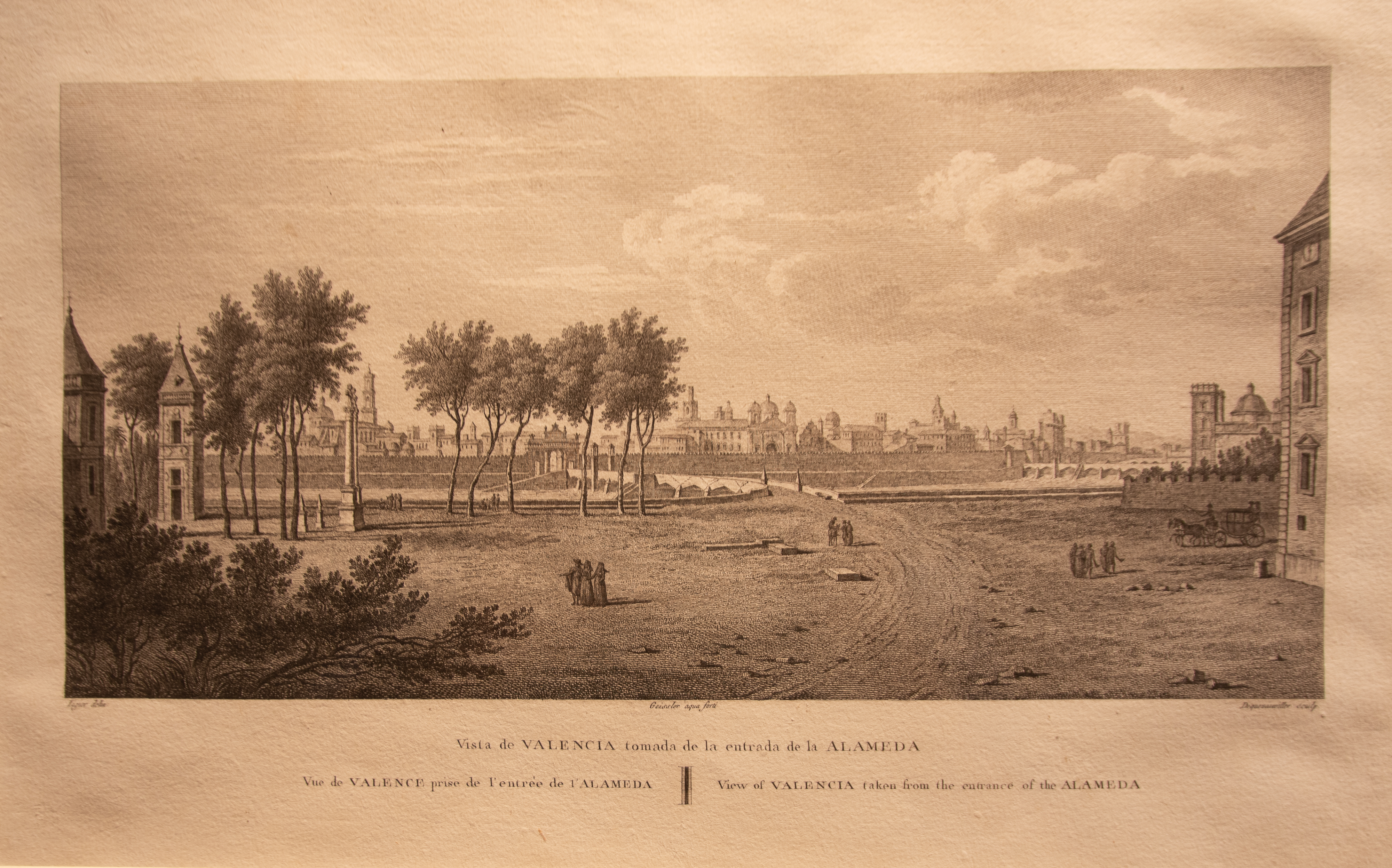
Pla de Real de València cap a 1808.

Els orígens del Real es troben en la seua denominació. En efecte, era un real o palau rural durant la dominació islàmica, i en destacava una ampla zona de jardins i horta. Fins a l'època contemporània, el Real era una zona sense gaire urbanització, perifèrica a la ciutat. Destacava com una zona de pas: s'hi trobava el camí de la mar, l'actual passeig de l'Albereda, que comunicava el palau del Real amb el Mediterrani; després, s'hi instal·laren les estacions de ferrocarril de València-Aragó i València-Albereda. Aquest fet afavoria la vinguda dels treballadors ferroviaris a viure-hi. Era, doncs, una barreja d'horta, raval i barri treballador.
Però amb la destrucció de la muralla antiga de la ciutat al segle xix i el creixement de la població, es començava a urbanitzar zones perifèriques a la ciutat vella. Alhora, es creà una xarxa de factories a la vora del riu, i en destacava la Tabacalera.
Fou amb l'Exposició Regional del 1909 que es creà molt del que seria l'entramat modern de la ciutat, i al llarg del segle xx s'hi aniria prenent la forma actual amb la conversió de l'antic canal d'Aragó, part de la séquia de Mestalla, en avinguda, la creació de l'estadi i de les facultats de la Universitat de València.

## Elements destacats
El Pla conté un dels parcs més grans de la ciutat, els jardins del Real, també coneguts com a vivers municipals. Ací es trobava antigament el zoo de València. Pel que fa al jardí del Túria, el Real n'ocupa una part important, del pont del Real fins al pont d'Aragó passant pels de les Flors, l'Exposició i la Mar. Al sud-oest, al barri d'Exposició, resten importants elements arquitectònics de la mateixa Exposició, com el palau de l'Exposició. També destaca el patrimoni industrial, com la Tabacalera, nova seu de l'ajuntament, o la factoria de la Llanera, avui en dia un hotel de luxe. Ací es troba també el jardí de Montfort, altrament conegut com l'Hort del Romero, un jardí monumental de gran valor i la seu de l'Arxiu del Regne de València. A l'est, al barri de Mestalla, se situa l'antic camp de futbol del mateix nom.
Respecte del transport, l'avinguda de Blasco Ibáñez, l'avinguda de Primat Reig i l'albereda de València, hi conformen els grans eixos de transport viari. El metro de València hi té parades a l'avinguda d'Aragó i l'Albereda.

## Galeria

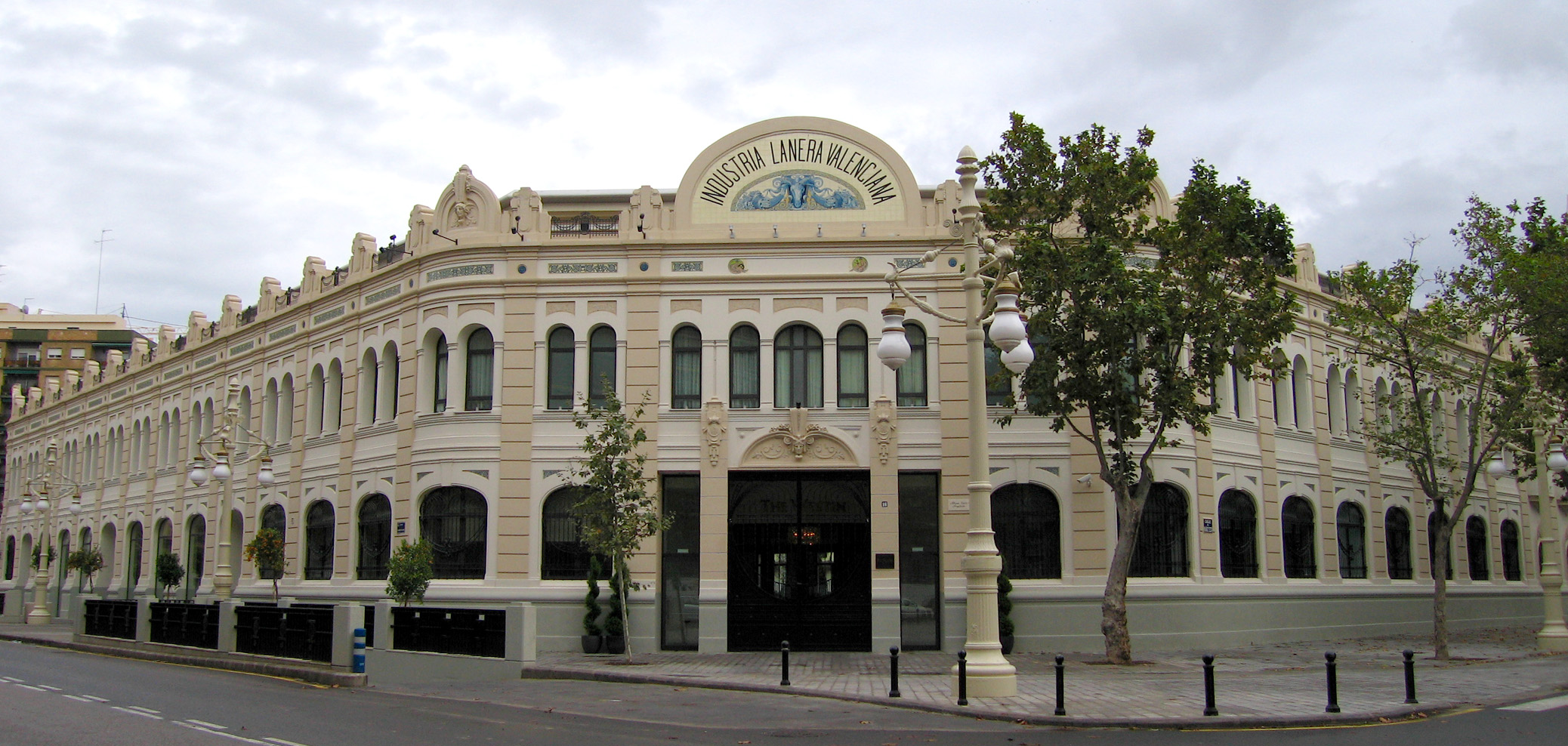
Factoria la Lanera, avui en dia l'hotel Westin de València, a l'Exposició
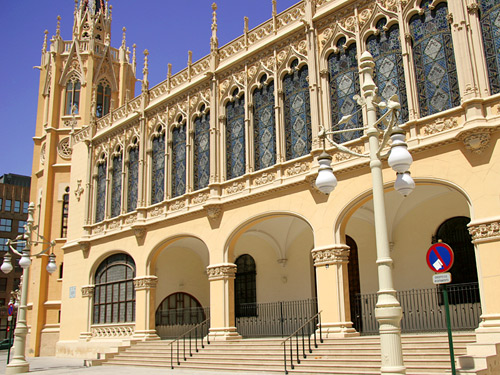
Palau de l'Exposició
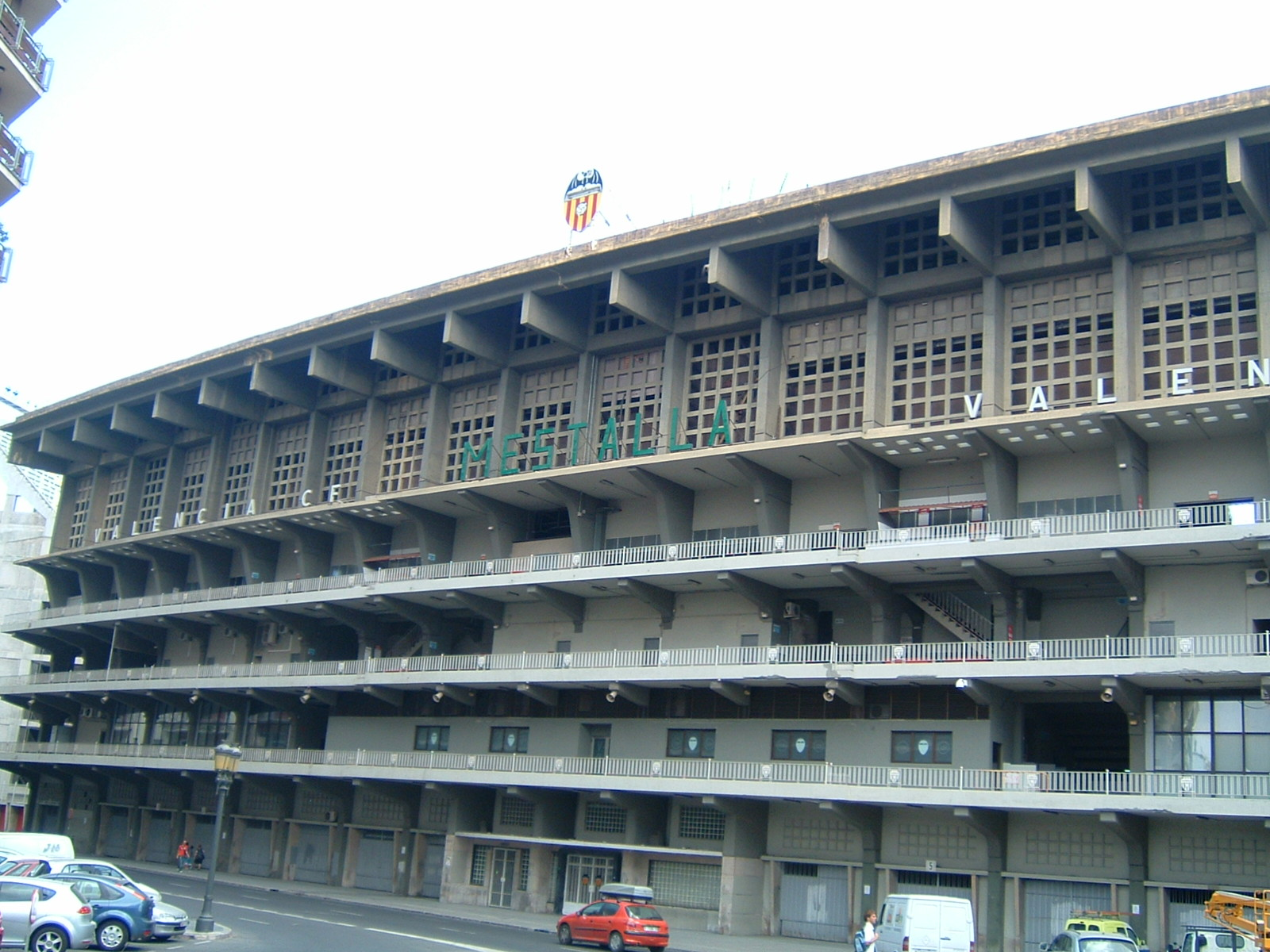
Exterior del camp de Mestalla, al barri homònim
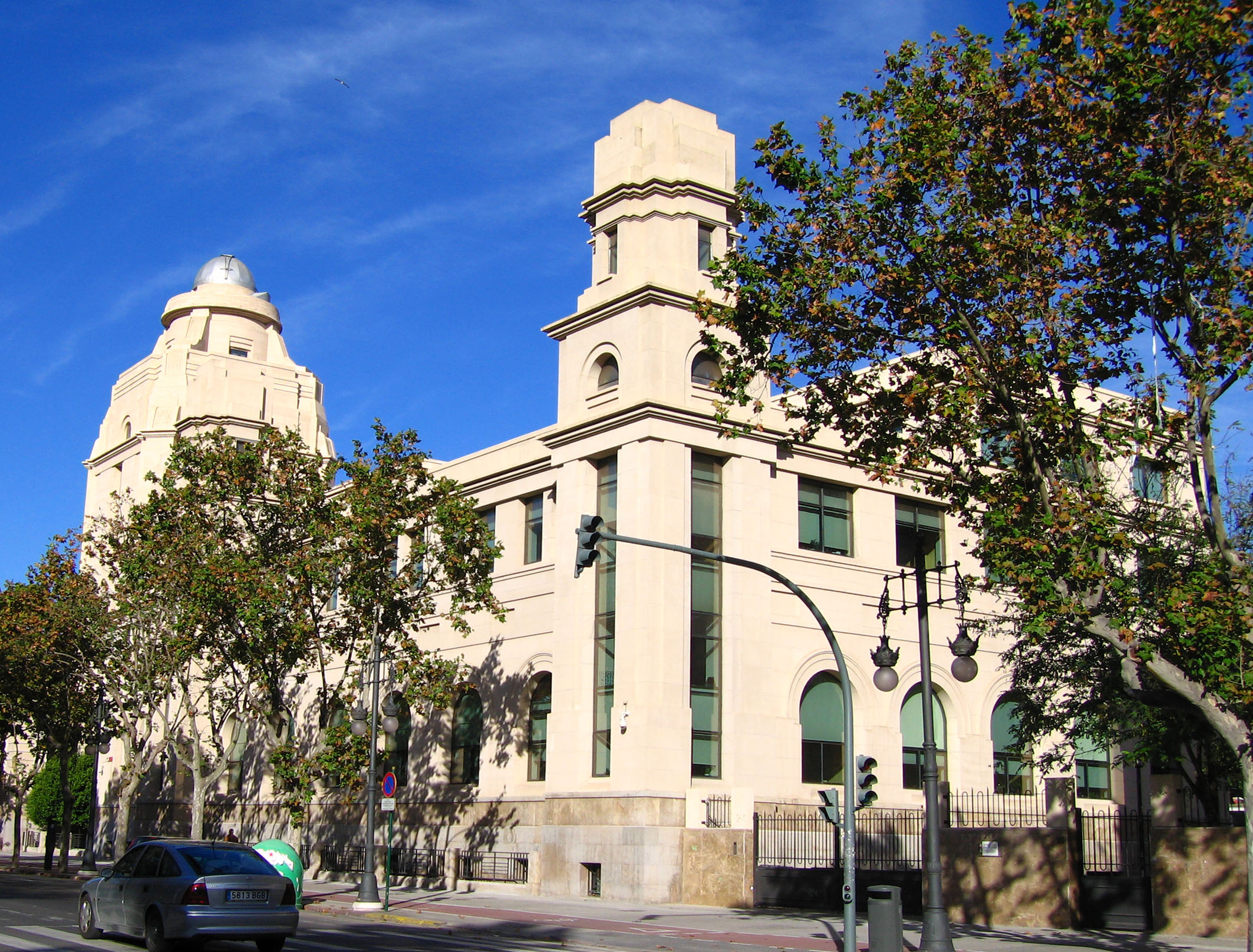
Edifici del Rectorat de la Universitat de València, a Ciutat Universitària
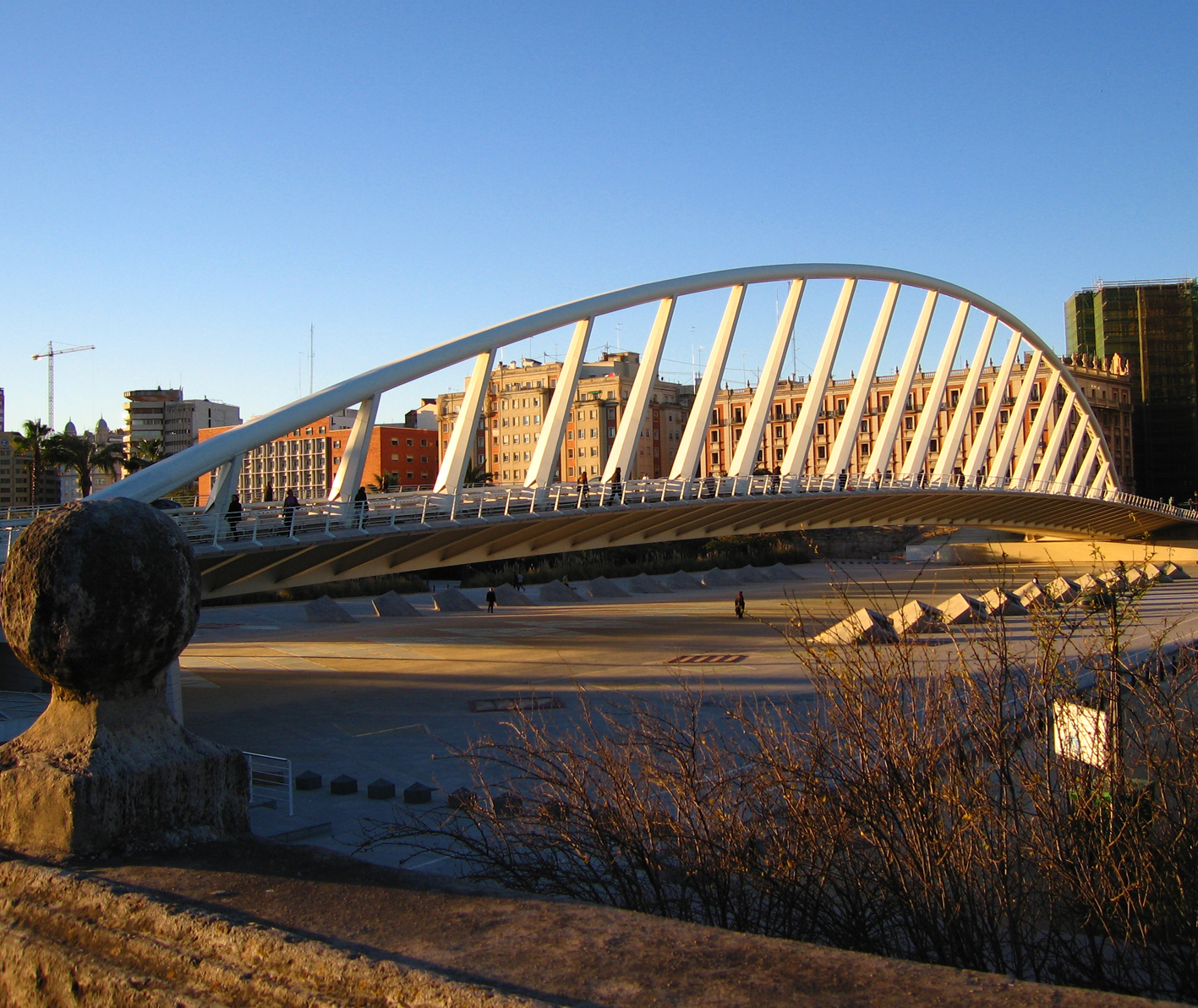
Pont de l'Exposició o de Calatrava